# Ichthyophis
Ichthyophis és una gènere d'amfibis gimnofions de la família Ichthyophiidae, també anomenades cecílies d'Àsia que habita en el sud-est d'Àsia, el sud de les Filipines i la part occidental de l'arxipèlag indus-australià. Va ser descrit pel zoòleg vienès Leopold Fitzinger el 1826. El gènere obsolet de Caudacaecilia (Taylor, 1968) es considera com un sinònim i les cinc espècies han sigut reclassificat aquí.

## Taxonomia
- Ichthyophis acuminatus Taylor, 1960
- Ichthyophis asplenius Taylor, 1965
- Ichthyophis atricollaris Taylor, 1965
- Ichthyophis bannanicus Yang, 1984
- Ichthyophis beddomei Peters, 1880
- Ichthyophis bernisi Salvador, 1975
- Ichthyophis biangularis Taylor, 1965
- Ichthyophis billitonensis Taylor, 1965
- Ichthyophis bombayensis Taylor, 1960
- Ichthyophis dulitensis Taylor, 1960
- Ichthyophis elongatus Taylor, 1965
- Ichthyophis garoensis Pillai et Ravichandran, 1999
- Ichthyophis glandulosus Taylor, 1923
- Ichthyophis glutinosus (Linnaeus, 1758)
- Ichthyophis humphreyi Taylor, 1973
- Ichthyophis hypocyaneus (Boie, 1827)
- Ichthyophis javanicus Taylor, 1960
- Ichthyophis kohtaoensis Taylor, 1960
- Ichthyophis laosensis Taylor, 1969
- Ichthyophis larutensis Taylor, 1960
- Ichthyophis longicephalus Pillai, 1986
- Ichthyophis malabarensis Taylor, 1960
- Ichthyophis mindanaoensis Taylor, 1960
- Ichthyophis monochrous (Bleeker, 1858)
- Ichthyophis nigroflavus Taylor, 1960
- Ichthyophis orthoplicatus Taylor, 1965
- Ichthyophis paucidentulus Taylor, 1960
- Ichthyophis paucisulcus Taylor, 1960
- Ichthyophis peninsularis Taylor, 1960
- Ichthyophis pseudangularis Taylor, 1965
- Ichthyophis sikkimensis Taylor, 1960
- Ichthyophis singaporensis Taylor, 1960
- Ichthyophis subterrestris Taylor, 1960
- Ichthyophis sumatranus Taylor, 1960
- Ichthyophis supachaii Taylor, 1960
- Ichthyophis tricolor Annandale, 1909
- Ichthyophis weberi Taylor, 1920
- Ichthyophis youngorum Taylor, 1960